# 업 (여장)
여장 용어로써의 업(up)은 여장 차림을 하는 것 혹은 그 차림을 의미하는 말이다. 이 말은 격식을 차려 입는다는 뜻의‘드레스업’(dress-up)에서 유래하였다. 주로 크로스드레서 사이에서 통용되는 용어이다. 또한, 업을 하기 위한 아이템(여성복, 화장품 등)을 ‘업 도구’라고 통칭한다.

## 종류
- 부분업: 여장을 전체적으로 하지 않고 어느 특정 부분만 한 상태를 말한다. 초보자나 입문자 등이 많이 한다.
- 풀업: 전체적으로 여장을 하는 것을 말한다. 주로 여장을 익숙하게 할 수 있는 사람들이 한다.